# مدال افتخار (بازی ویدئویی ۱۹۹۹)
مدال افتخار (به انگلیسی: Medal of Honor) عنوان یک بازی ویدئویی در سبک اکشن اول شخص مرتبط با جنگ جهانی دوم است که توسط شرکت بازی سازی الکترونیک آرتس در سال ۱۹۹۹ برای کنسول پلی استیشن عرضه شد. این بازی اولین نسخه از مجموعه بازی مدال افتخار است. داستان این بازی توسط استیون اسپیلبرگ کارگردان و نویسنده برجسته سینما خلق شد.
تولید و داستان بازی مدال افتخار توسط استیون اسپیلبرگ، کارگردان و تهیه کننده مشهور آمریکایی ایجاد شد. او که علاقه عمیقی به تاریخ جنگ جهانی دوم داشت، از مشاهده بازی کردن پسرش با گلدن آی ۰۰۷ نیز الهام گرفت. در طول مراحل توسعه، این بازی به دلیل حادثه تیراندازی در دبیرستان کلمباین در سال ۱۹۹۹ با جنجال هایی روبرو شد. انجمن مدال افتخار کنگره نیز از این بازی انتقاد کرد و معتقد بود یک موضوع تاریخی جدی را به یک سرگرمی ویدیویی تبدیل کرده است.
پیتر هیرشمن، تهیه کننده بازی، توانست پل بوچا، رئیس انجمن مدال افتخار را متقاعد کند که این پروژه با نیت های جدی و محترمانه ساخته شده است. این گفتگو نه تنها از لغو شدن پروژه جلوگیری کرد، بلکه باعث حمایت رسمی بوچا از بازی شد.
مدال افتخار با استقبال گسترده ای مواجه شد و به عنوان بازی ای شناخته می شود که موج جدیدی از علاقه به بازی های تیراندازی با موضوع جنگ جهانی دوم را در صنعت بازی های ویدیویی ایجاد کرد. موفقیت این بازی منجر به ساخت دنباله ای با عنوان مدال آف آنور: آندرگراند شد و در نهایت به یک مجموعه بسیار موفق تبدیل گردید.

## گیم‌پلی
بازی مدال افتخار در اواخر جنگ جهانی دوم (اواسط ۱۹۴۴ تا اواسط ۱۹۴۵) اتفاق میافتد. هدف بازی تکمیل مأموریتهای مختلف سازمان خدمات استراتژیک (OSS) است، مانند نجات یک خلبان آمریکایی، انجام عملیات مخفی برای نفوذ و تخریب یک زیردریایی یو-بوت، بازیابی آثار هنری دزدیده شده و خرابکاری در تلاش‌های جنگی نازیها.
بازی شامل یک حالت مرگبار دو نفره با صفحه تقسیم شده است که در آن دو بازیکن در نقشه‌های مختلف با یکدیگر به رقابت میپردازند. بازیکنان پس از تکمیل بازی یا با استفاده از کدهای تقلب میتوانند چندین شخصیت مخفی را باز کنند، از جمله چهره‌های تاریخی برجسته مانند میهن‌پرست فیلیپینی خوزه ریزال و نمایش‌نامه‌نویس ویلیام شکسپیر، و همچنین شخصیتهای عجیب و غریب مانند یک سگ ژرمن شپرد و یک دایناسور.

## دنباله‌ها
- مدال افتخار: مقاومت
- مدال افتخار: طلوع خورشید
- مدال افتخار: عملیات اروپایی
- مدال افتخار: قهرمانان
- مدال افتخار: فرمانده
- مدال افتخار: قهرمانان ۲

و…